# Javier Guzmán
Pour les articles homonymes, voir Guzmán.
Javier Guzmán Colin, né le 9 janvier 1945 à El Higo au Mexique et décédé le 14 août 2014 à Ciudad Juárez, est un joueur de football international mexicain, qui évoluait au poste de défenseur, avant de devenir ensuite entraîneur.

## Biographie

### Carrière de joueur

#### Carrière en club
Avec l'équipe de Cruz Azul, il remporte deux Coupe des champions de la CONCACAF et quatre championnats du Mexique.

#### Carrière en sélection
Avec l'équipe du Mexique, il joue 38 matchs et inscrit 2 buts entre 1970 et 1977. 
Il figure dans le groupe des sélectionnés lors de la Coupe du monde de 1970. Lors du mondial organisé dans son pays natal, il est titulaire et joue quatre matchs : contre l'Union soviétique, le Salvador, la Belgique, et enfin l'Italie. Le Mexique atteint les quarts de finale de cette compétition.

## Palmarès
Cruz Azul
| - Championnat du Mexique (4) : - Champion : 1970 (Mexico), 1971-72, 1972-73 et 1973-74. - Vice-champion : 1969-70. - Coupe du Mexique : - Finaliste : 1973-74. |  | - Supercoupe du Mexique (1) : - Vainqueur : 1974. - Finaliste : 1972. - Coupe des champions de la CONCACAF (2) : - Vainqueur : 1970 et 1971. |